# Gazeta Poznańska
Gazeta Poznańska – dziennik wydawany w latach 1948–2006 w Poznaniu, do 1990 organ prasowy Komitetu Wojewódzkiego Polskiej Zjednoczonej Partii Robotniczej w Poznaniu; pierwszym redaktorem naczelnym dziennika był Arnold Mostowicz.

## Historia
Początkowo gazeta ukazywała się pod nazwą Wola Ludu (1945–1947) i Gazeta Zachodnia (1947–1948). Nazwę Gazeta Zachodnia przywrócono w latach (1975–1981).
Przez ponad 40 lat była organem Komitetu Wojewódzkiego Polskiej Zjednoczonej Partii Robotniczej w Poznaniu. Tytuł został sprywatyzowany na początku lat 90. XX wieku i został przejęty przez Fibak Press – wydawnictwo Wojciecha Fibaka. Ostatnim właścicielem była Oficyna Wydawnicza Wielkopolski. 
Do  4 grudnia 2006 był to tabloid w 6 mutacjach poza poznańską:
- kaliskiej
  - Gazeta Pleszewska
  - Gazeta Ostrowska
  - Informacje Regionalne (Krotoszyn)
- leszczyńskiej
- pilskiej
  - Tygodnik Pilski
  - Chodzieżanin
  - Tygodnik Wągrowiecki
- konińskiej
- wschodniej (powiaty: śremski, średzki, wrzesiński, jarociński i gnieźnieński)
  - Tygodnik Śremski
  - Gnieźnieński Tydzień
- zachodniej (powiaty: międzychodzki, szamotulski, obornicki, nowotomyski, grodziski, wolsztyński)
  - Dzień Nowotomysko-Grodziski
  - Dzień Wolsztyński
  - Dzień Szamotulski

Średnia wysokość sprzedaży tytułu wynosiła w 2006 ponad 178 tysięcy egzemplarzy.
4 grudnia 2006 Gazeta Poznańska została wchłonięta przez Głos Wielkopolski. Ostatnim redaktorem naczelnym gazety był Adam Pawłowski.